# Jacques Lusseyran
Jacques Lusseyran, né le 19 septembre 1924 à Paris 18e et mort le 27 juillet 1971 à Saint-Géréon en Loire-Atlantique, aveugle depuis l'âge de 8 ans, est un résistant français, responsable au sein des mouvements Volontaires de la Liberté puis Défense de la France, déporté à Buchenwald en 1944-1945, par la suite professeur de littérature et de philosophie aux États-Unis.

## Biographie

### Origines familiales
Il est issu d'une famille de haut niveau intellectuel : son père, Pierre Lusseyran, est ingénieur chimiste, ancien élève de l'ESPCI ; sa mère, d'une famille de Juvardeil en Maine-et-Loire, a fait des études supérieures de sciences.

### Handicap et études
En mai 1932, il perd la vue à la suite d'un accident. Ses parents décident de ne pas le confier à une école spécialisée (qui aurait été l'Institut national des jeunes aveugles) et d'essayer de lui faire poursuivre les études dans le cadre habituel. Sa mère et son père lui apprennent le braille en quelques mois, et le 1er octobre 1932, il revient en CM1 dans son école communale de la rue Cler dans le 7e arrondissement de Paris, utilisant une machine à écrire le braille. Malgré son handicap, c'est un brillant élève ; il est admis en sixième en 1934 au lycée Montaigne.
Il passe généralement ses vacances à Juvardeil, chez ses grands-parents, ou sur la côte atlantique, mais en 1937, la famille fait un voyage en Suisse, à Dornach, résidence jusqu'en 1925 de Rudolf Steiner, dont Pierre Lusseyran est un disciple, puis en Autriche. En 1938, l'Anschluss l'amène à intensifier son apprentissage de l'allemand, sa seule langue vivante au lycée. En août 1938, son père l'emmène à Stuttgart rendre visite à un ami menacé par le régime nazi.
À la déclaration de guerre, son père est mobilisé dans une usine de Toulouse et il fait donc son année de Première dans cette ville, obtenant la première partie de baccalauréat en 1940, les épreuves ayant été retardées par les événements militaires. La famille rentre à Paris durant l'été. Il entre alors en terminale, en série Philosophie, au lycée Louis-le-Grand, passe la deuxième partie de baccalauréat en 1941 et continue à Louis-le-Grand dans la classe préparatoire à l'École normale supérieure.
Un décret de Vichy ayant exclu les handicapés de la fonction publique, il obtient une dérogation du directeur de l'enseignement supérieur en janvier 1943 ; mais, le 1er juin 1943, alors qu'il a déjà subi deux épreuves écrites, on lui transmet une lettre du ministre Abel Bonnard annulant cette dérogation.

### Les Volontaires de la Liberté
En 1940-1941, il se rapproche d'autres élèves refusant comme lui d'accepter l'occupation allemande. Au mois de mai 1941, âgé de seulement 17 ans, il participe avec une cinquantaine d'élèves des lycées Louis-le-Grand et Henri-IV et des étudiants de la Sorbonne, à la mise en place d'un mouvement de résistance, les Volontaires de la Liberté, dont le but initial est d'informer la population. Un Bulletin est publié à partir de novembre 1941. Au début de 1942, le mouvement compte environ 300 membres, 600 à la fin de l'année.
Durant toute cette période, Jacques Lusseyran mène de front ses études et les activités de résistance, secondé par un des premiers participants, « Georges », qui, lui, est passé dans la clandestinité. Malgré son handicap, il joue rapidement un rôle important dans le mouvement. Pendant les premiers mois, il est chargé de contrôler le recrutement de nouveaux membres, utilisant un sens intérieur, développé depuis qu'il est devenu aveugle, qui lui permet de détecter les faux-semblants chez des interlocuteurs inconnus.

### Défense de la France
En janvier 1941, a lieu sa rencontre importante avec Philippe Viannay dit « Philippe », à la tête du mouvement Défense de la France, qui publie un journal imprimé clandestin du même nom qui à ce moment tire à 10 000 exemplaires. Défense de la France est beaucoup mieux organisé que les Volontaires, mais a très peu de militants de base. Jacques Lusseyran prend alors la décision de mettre les Volontaires au service de la diffusion de Défense de la France.
Il s'ensuit une scission des Volontaires de la Liberté, un certain nombre d'entre eux (autour de Pierre Cochery) maintiennent un groupe autonome, par la suite lié au mouvement socialisant Libération-Nord. Jacques Lusseyran indique que la quasi-totalité des Volontaires le suit à Défense de la France, où lui et Georges entrent au Comité directeur et au Comité de rédaction, chargés de la diffusion du journal. Le tirage augmente progressivement mais de façon très importante. Le numéro du 14 juillet 1943 est tiré à 250 000 exemplaires (c'est aussi lui qui en rédige l'éditorial). La diffusion passe du système de la distribution en porte à porte à la diffusion ouverte, à la sortie des églises, voire dans le métro, pour le numéro du 14 juillet.

### La déportation
Il est arrêté le 20 juillet 1943 et incarcéré à Fresnes ; il subit plusieurs interrogatoires, mais sans violences ; un interrogateur ayant fait lire devant lui le dossier fourni par l'agent double à l'origine des arrestations, il réussit même à déterminer qui est cet agent.
En janvier 1944, il est transféré au camp de Compiègne et déporté au camp de Buchenwald (20 janvier 1944), près de Weimar. Après le séjour dans la section de quarantaine, il est placé dans le block des invalides.
Sa survie tient, d'une part, au fait qu'il a été engagé comme interprète par l'administration nazie du camp, n'ayant ainsi pas à subir les terribles travaux forcés des « kommandos » de travail, mais aussi à ce qu'il a été aidé au quotidien par d'autres prisonniers du fait de sa cécité. Enfin, selon ce qu'il rapporte dans ses livres Et la lumière fut, Le monde commence aujourd'hui et La lumière dans les ténèbres, il a été porté par une force spirituelle qu'il affirme être présente en chacun.
Sa connaissance de l'allemand lui permet de comprendre et de décrypter les informations transmises par les SS sur les haut-parleurs du camp. Le 26 août 1944, il a la certitude que Paris a été libéré, bien que cela n'ait évidemment pas été explicite.
Le 9 avril 1945, l'armée américaine du général Patton atteint la région de Weimar. Le 10, lorsque les SS lui donnent le choix entre rester au camp ou partir avec eux, il décide de rester ; après une journée d'incertitude, le camp est libéré le 11.
Le 18 avril, il est rapatrié, ainsi que deux autres déportés de Défense de la France, par Philippe Viannay venu personnellement (sans autorisation formelle) au camp de Buchenwald.

### L'après-guerre
Il passe les licences de lettres et de philosophie et est reçu à l'agrégation.
Il épouse Jacqueline Pardon (1921-2009), secrétaire de Philippe Viannay à Défense de la France, dont il divorcera le 1er juillet 1954.
Le 8 mai 1952, il rencontre Georges Saint-Bonnet, dont il sera très proche jusqu'à sa mort en 1963. Il raconte sa fascination pour ce personnage, qui fut son ami, son médecin et son « Maître », dans un livre paru en 1964, Georges Saint-Bonnet, maître de joie.
Les aveugles restant exclus de l'enseignement public secondaire en France (jusqu'en 1955), il enseigne à la Mission laïque de Salonique en Grèce, puis à l'Alliance française à Paris, tout en faisant des cours pour étrangers à l'ENS de Saint-Cloud et à la Sorbonne.
Vers 1955, on lui propose un poste en Virginie, à l'université privée américaine Hollins College. De là, il passe à la Western Reserve University de Cleveland ; enfin, en 1969, il devient titulaire de la chaire de littérature française à l'université de Hawaï.
Il trouve la mort avec sa troisième épouse dans un accident de la route, au début d'un séjour d'été en France, le 27 juillet 1971, à l'âge de 46 ans.

## Décorations
- Chevalier de la Légion d'honneur[21]
- Médaille de la Résistance avec rosette[21]
- Croix de guerre 1939-1945 avec palme[réf. nécessaire]

## Prix
- Prix Louis Barthou 1954 de l’Académie française

## Ouvrages
Jacques Lusseyran est l'auteur de plusieurs ouvrages autobiographiques :
- Et la lumière fut, La Table Ronde, 1953
- Et la lumière fut, Le Félin, coll. « Résistance », 2005  (ISBN 978-2-8664-5610-8) (réédition : Folio, 2012  (ISBN 978-2070468928))

Cette deuxième édition, préfacée par Jacqueline Pardon, et datée « Hollin's College, Virginie, avril 1960, mai 1961 », n'est pas une simple réédition. C'est la traduction de And there was light, un livre « tout neuf » écrit pour le public américain. Selon Jérôme Garcin, les deux versions n'ont rien à voir. Premières pages de l'ouvrage
- Silence des hommes, La Table Ronde, 1954.
- Le monde commence aujourd'hui, La Table Ronde, 1959 (réédition : Silène, 2012  (ISBN 978-2-913947-06-1) ; Folio, 2016  (ISBN 978-2-070468935))
- Georges Saint-Bonnet, maître de joie, A.G.I, Paris, 1964
- Douce trop douce Amérique, Gallimard, 1968  (ISBN 9782070271818)
- Ce que l'on voit sans les yeux suivi de La Cécité : un regard nouveau sur le monde, avec les commentaires de Georges Saint-Bonnet, A. G. I., Paris, 1977.
- Conversation amoureuse, Les Trois Arches, 1990 (réédition : Triades, 2006  (ISBN 978-2-85248-276-0))
- La Lumière dans les ténèbres, Triades, 2002  (ISBN 978-285248-242-5)

En anglais
- Against the Pollution of the I : selected writings of Jacques Lusseyran, New York, Parabola Books, 1999  (ISBN 978-0-93040-746-9).
- And there was light, New World Library, 2014  (ISBN 978-1-60868-269-0).